# Yikes
«Yikes» es una canción de la rapera trinitense-estadounidense Nicki Minaj, fue lanzada el 7 de febrero de 2020 como sencillo promocional a través de Young Money Entertainment, Cash Money Records y Republic Records.

## Antecedentes
El 1 de febrero de 2020, Minaj publicó un adelanto de la canción en su cuenta de Twitter. El 6 de febrero, ella reveló la portada de la canción a través de la plataforma y anunció que sería lanzada más tarde esa noche.

## Créditos y personal
Créditos adaptados de Tidal.
- Nicki Minaj – voz principal, composición
- Darryl Clemons – composición, producción, programación
- Derrick Milano – composición
- Jamal Berry – asistente de grabación
- Chris Athens – masterización
- Aubry «Big Juice» Delaine – mezcla

## Historial de lanzamiento
| Región | Fecha                | Formato                     | Discográfica                                                    | Ref.  |
| ------ | -------------------- | --------------------------- | --------------------------------------------------------------- | ----- |
| Varios | 7 de febrero de 2020 | Descarga digital, Streaming | Cash Money Entertainment, Young Money Records, Republic Records | [ 6 ] |